# Pomatoschistus norvegicus

## Distribuzione e habitat
È presente lungo le coste norvegesi e presso le Isole Britanniche. Alcune segnalazioni dal mar Mediterraneo ma la sua presenza e diffusione in questo mare sono da verificare. 

Predilige ambienti sabbiosi con conchiglie e non è eurialino.

## Descrizione
Simile a tutti gli altri Pomatoschistus ed in particolare a P.minutus da cui può essere riconosciuto grazie al colore grigiastro chiarissimo e per una macchietta scura sulla prima pinna dorsale presente solo nei maschi. 

Lungo al massimo 8 cm.